# Afro-Cuban
Afro-Cuban è un album di Kenny Dorham, pubblicato dalla Blue Note Records nel 1955. Il disco fu registrato negli studi di Rudy Van Gelder ad Hackensack, New Jersey (Stati Uniti) nelle date indicate.

## Tracce
Lato A
1. Minor's Holiday – 4:27 (Kenny Dorham) – Registrato il 29 marzo 1955
2. Lotus Flower – 4:17 (Kenny Dorham) – Registrato il 29 marzo 1955

Lato B
1. Afrodisia – 5:06 (Kenny Dorham) – Registrato il 29 marzo 1955
2. Basheer's Dream – 5:03 (Gigi Gryce) – Registrato il 29 marzo 1955

CD del 2007, pubblicato dalla Blue Note Records
1. Afrodisia – 5:06 (Kenny Dorham)
2. Lotus Flower – 4:17 (Kenny Dorham)
3. Minor's Holiday – 4:27 (Kenny Dorham)
4. Basheer's Dream – 5:03 (Gigi Gryce)
5. K.D.'s Motion – 5:28 (Kenny Dorham)
6. La Villa – 5:23 (Kenny Dorham)
7. Venita's Dance – 5:22 (Kenny Dorham)
8. Echo of Spring (K.D.'s Cab Ride) – 6:11 (Kenny Dorham)
9. Minor's Holiday – 4:24 (Kenny Dorham) – Bonus track-alternate take

- Brani : 1, 2, 3 , 4 e 9 : registrati il 29 marzo 1955
- Brani : 5, 6, 7 e 8 : registrati il 30 gennaio 1955

## Musicisti
Kenny Dorham Nonet
Brani LP A1, A2, A3 e A4 / CD 1, 2, 3, 4 e 9
- Kenny Dorham  - tromba
- J.J. Johnson  - trombone
- Hank Mobley  - sassofono tenore
- Cecil Payne  - sassofono baritono
- Horace Silver  - pianoforte
- Oscar Pettiford  - contrabbasso
- Art Blakey  - batteria
- Carlos "Patato" Valdes  - congas
- Richie Goldberg  - cowbell (tranne brani : LP A2 e B2 / CD 2 e 4)

Kenny Dorham Sextet
Brani CD 5, 6, 7 e 8
- Kenny Dorham  - tromba
- Hank Mobley  - sassofono tenore
- Cecil Payne  - sassofono baritono
- Horace Silver  - pianoforte
- Percy Heat  - contrabbasso
- Art Blakey  - batteria